# Autoportret z mopsem
Autoportret z mopsem (ang. The Painter and his Pug) – obraz angielskiego malarza Williama Hogartha.

## Opis
Autoportret został ukończony w 1745, ale Hogarth rozpoczął pracę nad nim dekadę wcześniej. Obraz ukazuje owalny portret artysty ułożony na książkach. Obok dzieł znajduje się paleta malarska, na pierwszym planie siedzi pies. Portret jest realistyczny, obiektywnie przedstawiający artystę. Malarz pierwotnie przedstawił się w formalnym stroju i peruce, które później zmienił na nieoficjalne nakrycie głowy i rodzaj szlafroka. Hogarth podkreśla wartość swojej sztuki stawiając oprawione książki autorów pod swoim wizerunkiem i porównując ją tym samym do twórczości Szekspira, Swifta i Miltona. Na palecie malarskiej można dostrzec esowatą linię, a pod nią napis „linia piękna” (Line of Beauty and Grace) nawiązujący do książki Hogartha „Analiza piękna”, w której wspomniana „linia piękna” stanowi główny temat tego traktatu estetycznego.
William Hogarth był właścicielem dwóch mopsów wabiących się Mops i Trump, na obrazie przedstawiony jest ten drugi. Obecność psa na obrazie jest interpretowana jako symbol zadziornego charakteru artysty, satyryczne odbicie twarzy Hogarth’a lub figura moralisty tropiącego błądzących.